# Obersteckholz
Obersteckholz is een plaats en voormalige gemeente in het Zwitserse kanton Bern, en maakt deel uit van het district Oberaargau. Op 1 januari 2021 ging Obersteckholz op in de gemeente Langenthal.
Obersteckholz telt 424 inwoners.